# Lars Aagaard
Pour les articles homonymes, voir Aagaard.
Lars Aagaard, né le 13 août 1967 à Odense (Danemark), est un homme politique danois, membre des Modérés.

## Biographie
Lars Aagaard est diplômé de l'université de Roskilde en 2004. Il travaille à l'Institut technologique danois et au ministère de l'Économie, puis prend la direction du département de l'environnement et de l'énergie de la Confédération de l'industrie danoise.
En 2006, il rejoint l'organisation industrielle Dansk Energi comme directeur adjoint. De 2009 à 2022, il en est le directeur général. Dansk Energi est renommé Green Power Danemark après sa fusion avec deux organismes spécialisés en énergie éolienne et solaire.
Il siège au conseil d'administration de Velux Danemark et il est vice-président du conseil d'administration de l'Institut technologique danois. Il est membre du conseil d'administration du fonds pour l'énergie et du conseil d'administration d'Eurelectric, organisation industrielle européenne de l'énergie. À partir de 2017, il siège au Conseil économique de l'environnement.
Le 15 décembre 2022, il est nommé ministre du Climat, de l'Énergie et de l'Approvisionnement au sein du gouvernement de coalition de Mette Frederiksen,.

## Vie privée
Lars Aagaard vit à Dragør et il est père de deux filles. Dans sa jeunesse, il a milité dans le parti Radikale Venstre.